# Pseudobalistes flavomarginatus
Pseudobalistes flavomarginatus és un peix teleosti de la família dels balístids i de l'ordre dels tetraodontiformes.

## Morfologia
Pot arribar als 60 cm de llargària total.

## Distribució geogràfica
Es troba des de les costes del Mar Roig fins a les de KwaZulu-Natal (Sud-àfrica), Indonèsia, les Tuamotu i el sud del Japó.